# 군사지도평의회
군사지도평의회(軍事指導評議會, 독일어: Militärischer Führungsrat; MFR 밀리테리셔 퓌룽스라트; 엠에프에르[*])는 독일 연방방위군의 최고위 군사심의기관이다. 평의회 주석은 연방방위군 장군총감이며, 각군의 총감들이 평의원으로 참석한다. 여기에 장군부감과 주석이 임명한 전문가들이 동석한다. 군사지도평의회는 군사 업무의 근본적 중요성을 가지는 문제에 관한 자문기관이지만, 공식적으로 강제력을 가지는 의사결정을 내릴 권한은 없다.
미국 합동참모본부와 그 기능 및 구성이 유사하다.

## 현재 평의회 구성
| 관등           | 성명                | 보직                              | 군종 |
| -------------- | ------------------- | --------------------------------- | ---- |
| 대장           | 볼커 비커           | 연방방위군 장군총감 (평의회 주석) | 육군 |
| 부제독         | 요아힘 뤼흘         | 연방방위군 장군총감대리           | 해군 |
| 중장           | 이외르크 폴머       | 육군총감                          | 육군 |
| 부제독         | 안드레아스 크라우제 | 해군총감                          | 해군 |
| 중장           | 카를 뮐너           | 공군총감                          | 공군 |
| 중장           | 마르틴 셸라이스     | 전력기반군총감                    | 공군 |
| 중장           | 루트비히 라인호스   | 사이버정보실총감                  | 공군 |
| 상급군의관대장 | 미하엘 템펠         | 합동구호군총감                    | 육군 |